# Pafawag 9W
9W, 9W/4, 9W/6, 201W – typ wagonów typu otwartego (węglarek) produkowanych w latach 1960–1967 przez wrocławskie zakłady Pafawag.
Konstrukcję wagonu 9W opracowano w CBK PTK w Poznaniu w 1959 roku, według dokumentacji standardowej ORE. Wagon ten reprezentował nową generację taboru z hamulcem systemu Oerlikona (tylko pierwsze egzemplarze wyposażone były w hamulec Westinghouse'a), łożyskami tocznymi i znormalizowanym zawieszeniem z podwójnymi wieszakami resorów.
Miał całkowicie spawaną konstrukcję i poszycie ścian z blach stalowych z domieszką miedzi, która zmniejszała podatność na korozję wagonu, podłogę wykonaną z desek, dwuskrzydłowe drzwi boczne o szerokości 1800 mm.
Wagony typu 9W produkowane były w dwóch odmianach:
- bez hamulca ręcznego;
- z pomostem i stalową budką hamulcową (po rekonstrukcji odpowiednio z oznaczeniem typu 9W/4 i 9W/6).

W 1963 roku zbudowano serię prototypową kilku wagonów typu 201W z elementami wykonanymi ze stali niskostopowej gatunku 10HA o dużej odporności na korozję i ścieranie, przez co masa wagonu zmniejszyła się o około 1 tonę.
Ponadto produkowano także wersję eksportową wagonu z hamulcem KE-GP (8400 sztuk), przeznaczonych dla Węgier. Pod koniec lat 60. niewielką liczbę wagonów zadaszono dachami z laminatów z włókien szklanych – oznaczono je serią K-Wddo, później G-Es. Łącznie wyprodukowano 23 456 wagonów 9W/4 i 5131 wagonów 9W/6. Wagony 9W ostatecznie wycofano z eksploatacji na PKP po 2000 roku.
Aktualnie 9 sztuk wagonów typu 9W, wyprodukowanych przez wrocławski Pafawag, znajduje się w zbiorach Klubu Sympatyków Kolei we Wrocławiu